# Macintosh XL
Macintosh XL va ser una versió modificada de l'ordinador personal Apple Lisa fabricada per Apple. En la configuració Macintosh XL, l'ordinador es proveïa amb el MacWorks XL, un programa de Lisa que permetia emular la Memòria ROM de 64K de l'Apple Macintosh. Una màquina idèntica va ser venuda anteriorment amb el nom de Lisa 2/10 amb només el sistema operatiu del Lisa.

## Final de producció
Malgrat el seu relatiu èxit, el Macintosh XL va ser discontinuat pel fet que literalment no estava disponible. No s'havien demanat components per mantenir el XL en producció, i una vegada que es van esgotar, Apple va prendre la decisió de finalitzar-ne la producció. El 1986, Apple va oferir a tots els propietaris de Lisa/XL de canviar els seus ordinadors, i per US $ 1498,00, rebre a canvi un Macintosh Plus i un Hard Disk 20 (d'un valor de 4098,00 dòlars EUA en aquell moment).

## Sun Remarketing
Després que Apple tragués el XL del seu catàleg al setembre de 1985, Sun Remarketing de Logan, Utah, va comprar a Apple l'estoc romanent i va continuar venent-los sota llicència, amb la seva versió actualitzada del MacWorks Plus, amb el nou nom de Macintosh Professional.
Encara que no havia nous llises disponibles per vendre, va continuar el desenvolupament del MacWorks Plus per donar suport als llises instal·lats, fent-ho tan important com el seu cosí proper, el Macintosh Plus.

## Llegat
El Macintosh XL comparteix el mateix llegat que el Lisa. No obstant això l'augment de les vendes de l'emulador del sistema operatiu de Macintosh va demostrar que la família Macintosh necessitava un entorn més professional, amb monitors més grans, major quantitat de memòria i major expandibilitat de la que podia oferir el Macintosh 512K.